# Crnoštica
Crnoštica (en serbe cyrillique : Црноштица ; en bulgare : Църнощица) est un village de Serbie situé dans la municipalité de Bosilegrad, district de Pčinja. Au recensement de 2011, il comptait 142 habitants.

## Démographie

### Évolution historique de la population
| 1948 | 1953 | 1961 | 1971 | 1981 | 1991 | 2002 | 2011 |
| ---- | ---- | ---- | ---- | ---- | ---- | ---- | ---- |
| 706  | 746  | 611  | 494  | 358  | 261  | 190  | 142  |

|  |